# Filler
Filler — компьютерная игра-головоломка, разработанная российской компанией Gamos в 1990 году для MS-DOS.
В 1991 году игра с некоторыми изменениями была издана французской компанией Infogrames под названием 7 Colors.
«Филлер» стал родоначальником группы игр со схожим игровым процессом. Например, в играх Flood и Color Flood (режим Step challenge) реализован полностью одиночный режим игры, когда игрок должен захватить всё игровое поле за ограниченное число ходов[значимость факта?].

## Игровой процесс
Игра проходит на прямоугольном поле, состоящем из разноцветных клеток в форме ромбов. В начале игры клетки раскрашены случайным образом. Игроки начинают игру со своих стартовых клеток, располагающихся в левом нижнем и правом верхнем углах поля. На каждом ходу игрок изменяет цвет стартовой клетки на любой другой — при этом все клетки, примыкающие к стартовой по стороне и окрашенные в тот же цвет, также перекрашиваются в выбранный цвет. Таким образом игрок захватывает соседние клетки, перекрашивая свою область в цвет этих клеток. Игрок не может выбрать цвет, которым на этом ходу окрашена область противника.
Цель игры состоит в захвате более половины клеток игрового поля.
В роли каждого из игроков мог выступать как человек, так и компьютер (встроенный алгоритм); возможна была игра между двумя компьютерными игроками (человек при этом был просто наблюдателем) и между двумя людьми за одним компьютером («хот-сит»).

## Разработка
Первая версия «Филлера» была написана в 1990 году под DOS и работала в видеорежиме EGA (640×350 точек, 16 цветов). 
При запуске игры в DOS-эмуляторе можно установить желаемую скорость игры средствами самого эмулятора. Скорость отсчёта времени хода в этой версии игры зависела от быстродействия компьютера, поэтому на быстрых машинах играть было трудно или вообще невозможно. Несколько помочь могло отключение режима «турбо». 

## Разработчики
- Автор — Дмитрий Пашков[4].
- Программирование — Сергей Павлов, Игорь Селиванов.
- Ассистент — Михаил Катунский.
- Художник — Александр Корабельников[1].